# Serie Mundial Amateur de Béisbol de 1945
La VIII Serie Mundial Amateur de Béisbol se llevó a cabo en Caracas, Venezuela en 1945. México y Cuba no participaron habiendo finalizado segundo y tercero en la edición anterior. El jugador más valioso fue el venezolano Héctor Benítez.

## Hechos destacados
- Cuba no participó en el torneo.
- El venezolano Pablo Morales fue elegido presidente de la Federación Internacional de Béisbol Aficionado.
- Costa Rica participa por primera vez.

## Ronda Única
| Posición | Equipo      | Ganados | Perdidos |
| -------- | ----------- | ------- | -------- |
| 1        | Venezuela   | 10      | 0        |
| 2        | Colombia    | 7       | 3        |
| 3        | Panamá      | 6       | 4        |
| 4        | Nicaragua   | 5       | 5        |
| 5        | El Salvador | 1       | 9        |
| 6        | Costa Rica  | 1       | 9        |

| Venezuela         |
| Campeón Venezuela |
| Tercer título     |